# David López-Zubero
David López-Zubero (n. 11 februarie 1959, Florida, SUA) este un înotător ce a reprezentat Spania, medaliat olimpic. A participat la 3 ediții ale Jocurilor Olimpice (1976, 1980, 1984) în care a câștigat două medalii de bronz.